# 天主教厄瓜多爾的聖多明各教區
天主教厄瓜多爾的聖多明各教區（拉丁語：Dioecesis Sancti Dominici in Aequatoria）是厄瓜多爾一個羅馬天主教教區，屬波托維耶霍總教區。

## 歷史
1987年1月5日設聖多明各-德洛斯查奇拉斯自治監督區，1996年8月8日升為教區。2008年6月18日易名至今。

## 現況
教區包括聖多明各-德洛斯查奇拉斯省以及皮欽查省西部，2010年有教友653,000人（佔轄區總人口85.6%）、五十八個堂區、七十七名司鐸。目前教區主教之位處於出缺狀態，由胡里奧·特蘭·杜塔里任宗座署理。